# NGC 1475
NGC 1475 este o galaxie eliptică situată în constelația Eridanul. A fost descoperită în 1886 de către Francis Leavenworth. Se află la o distanță de 137,3 de megaparseci de Pământ.